# Озерное (Одеска област)
Озерное (на украински: Озерне) е село в южна Украйна, административен център на Озернойски селски съвет в Измаилски район на Одеска област. Населението му според преброяването през 2001 г. е 5370 души.

## Население

### Езици
Численост и дял на населението по роден език, според преброяването на населението през 2001 г.:
| Роден език | Численост | Дял (в %) |
| Общо       | 5370      | 100.00    |
| Молдовски  | 5128      | 95.49     |
| Руски      | 70        | 1.30      |
| Цигански   | 69        | 1.28      |
| Украински  | 41        | 0.76      |
| Български  | 29        | 0.54      |
| Гагаузки   | 11        | 0.20      |
| Румънски   | 9         | 0.16      |
| Беларуски  | 2         | 0.03      |
| Арменски   | 1         | 0.01      |
| Други      | 10        | 0.18      |